# Hvozdec (Boemia meridionale)
Hvozdec è un comune della Repubblica Ceca facente parte del distretto di České Budějovice, in Boemia Meridionale.